# Кубікуларій
Кубікуларій (лат. cubicularius, ср.-грец. κουβικουλάριος) — титул євнухів-камергерів імператорського палацу в пізній Римській імперії та у Візантії. Жіноча версія, що використовується для фрейлін імператриць — кубикуларія (ср.-грец. κουβικουλαρία ср.-грец. κουβικουλαρία).

## Історія
Назва титулу походить від їхньої служби в кубікулі — імператорській «священній спальні». Наприкінці римського періоду кубикуларії були численні: відповідно до Івана Малала, почет імператриці Феодори налічував 4000 патрицій і кубикуларіїв. Вони перебували під командуванням препозиту священної опочивальні та секретаря священної опочивальні, тоді як інші палацові слуги були підпорядковані військовому священному палацу або магістру оффіцій. Існували також спеціальні кубикуларії для імператриці (іноді включаючи жінок кубикуларій). Також ця посада була введена до римської церкви, ймовірно, за папи Лева I.
Відігравали дуже важливу роль у Візантії, займаючи вищі палацові пости, такі як паракімомен або домістик столу, а також служили на постах у центральних фінансових департаментах як адміністратори провінцій, а іноді навіть як генерали.
Поступово, у VII—VIII століттях, євнухи власне імператорської спальні (по-грецьки відомі як [βασιλικὸς] κοιτῶν, [василікос] кітон) були відокремлені від інших кубікуларіїв і виділені як китоніті (κοιτωνῖται). У той же час імператорський гардероб (василікон вестиаріон) та його посадові особи також стали окремим департаментом під проводом протовестіарію. Решта продовжувала називатися «кувікулярії ту кувукліон» (κουβικουλάριοι τοῦ κουβουκλείου) і керувалася препозитом (грец. πραιπόσιτος τοῦ εὐσεβεστάτου κοιτῶνος, препоситос ту ефсебестату китонос по-грецьки), головним помічником якого був приміцеріусом (πριμηκήριος τοῦ κουβουκλείου  Зрештою, кубикуларії були розформовані, але неясно, коли: Микола Ікономідіс говорить про другу половину XI століття, але Родольф Гійан вважає, що кубикуларії існували до початку XIII століття.
До IX століття, крім загального використання, що означає палацового слугу-євнуха, кубікуларій також набув формальнішого значення як звання або титул у візантійській палацовій ієрархії: згідно з Кліторологією 899 року, ранг кубікуларій був другим найнижчим з тих, що відведені для спатарокубікуларія і до ніпсистіарію. Згідно з Кліторологією, відмітними знаками рангу були комісіон (верхній плащ, схожий на пенулу), облямований пурпуром, і парагаудіон (туніка).